# فاطمة بنمزيان
فاطمة بنمزيان (1944 – 2015) هي ممثلة مغربية من جيل الرواد وهي زوجة الممثل المغربي محمد حسن الجندي، ووالدة الممثل المغربي أنور الجندي، انتقلت سنة 1958 رفقة زوجها  من مدينة مراكش إلى الرباط من أجل الاشتغال في فرقة التمثيل العربي التابعة آنذاك لدار الإذاعة والتلفزة المغربية تحت إشراف الأستاذ عبد الله شقرون.

## مسارها
التقت فاطمة بنمزيان في الرباط بمن سبقها إلى هذا الميدان وهم الفنانة حبيبة المذكوري وأمينة رشيد، ومحمد أحمد البصري والعربي الدغمي وعبد الرزاق حكم وغيرهم، وطيلة أكثر من خمسين سنة من العطاء الفني، قدمت فاطمة بنمزيان العديد من الأعمال الإذاعية والتلفزيونية والسينمائية إلا أن فاطمة بنمزيان تعد سيدة المسرح المغربي بلا منازع، حيث أنها قبل وبعد إنشائها لفرقة مسرح فنون سنة 1983، عملت لعب أدوار متنوعة ومرحة في أغلب الأحيان في مسرحيات اجتماعية تتناول القضايا التي تشغل المجتمع المغربي بأسلوب شعبي.

## من أعمالها
- بنت النكافة بايرة (مسرحية).
- ولد مو (فيلم)

## وفاتها
توفيت صبيحة يوم الخميس 14 ماي 2015 بأحد مصحات الرباط، بعد صراع مع مرض أعجزها عن الخطو. ودفنت بمقبرة الشهداء بالرباط

## أحدث أدوارها
من أحدث أدوارها دور الأم في الشريط التلفزيوني ولد مو من إخراج داود ولاد السيد .